# Tocadéo
Tocadéo est un quatuor vocal masculin formé en 2008 par quatre chanteurs québécois : René Lajoie, Dany Laliberté, Benoit Miron et Patrick Olafson.

## Biographie
C'est à la suite de leur rencontre sur différentes comédies musicales, telles que Don Juan et Le Petit Prince, que les quatre chanteurs se sont liés d'amitié et ont décidé de former le groupe à l'automne 2008. Au départ le groupe se destinait presque exclusivement à offrir des performances lors de soirées corporatives. Mais après quelques soirées du genre, il a réussi à attirer l'attention de l'équipe des Productions Serge Paré qui lui a proposé un contrat de disque et de spectacle.
En juin 2010, le groupe lance son premier album éponyme, réalisé par Guy St-Onge. On y retrouve 11 titres. Des chansons originales signées, entre autres, par Frédérick Baron, Marc Dupré, Jean-François Breau, Sandrine Roy, Danny Boudreau, Jean-François Dubé et Vincenzo Thoma. Le groupe reprend aussi de grandes chansons d'artistes reconnus tel que Francine Raymond, Daniel Lavoie, Jacques Brel et Eddy Marnay. Les arrangements vocaux sont signés Marc-André Cuierrier .
En août 2012, il lance un 2e album, Au nom des hommes, cette fois-ci réalisé par Romano Musumarra. Marc-André Cuierrier y signe à nouveau les arrangements vocaux. Ce 2e album contient encore une fois du matériel original signé ici par Tino Izzo, Mario Pelchat, Christian Marc Gendron et Romano Musumarra, ainsi que plusieurs reprises de grandes chansons de Luc Plamondon, Roger Tabra, Jean-Pierre Ferland, Mario Pelchat et Amanda McBroom.
En novembre 2013, Tocadéo sort un album de Noël regroupant 12 grands classiques de Noël et une chanson originale, l'Étoile de Noël, écrite par Denise Théberge et composée par Mario Campanozzi. . L'album est réalisé par Michel F. April et les arrangements vocaux sont signés à nouveau par Marc-André Cuierrier,. Le groupe tournera le spectacle lié à cet album pendant 4 années, soit de 2012 à 2015.
En 2014, le groupe présente son 4e album Ils chantent elles, sur lequel il interprète des chansons créées ou popularisées par des femmes. Cinq de ces chansons sont d'ailleurs interprétées en duo avec les interprètes originales : Marie-Élaine Thibert, Annie Villeneuve, Diane Tell, Renee Wilkin et Marie Denise Pelletier.
En 2015, il offre à son public l'album Live, sur lequel on retrouve 12 chansons enregistrées devant public à la 5e salle de la Place des Arts de Montréal. Les chansons sont tous des succès que le groupe interprète en spectacle depuis sa formation mais qui n'avaient jamais été endisqués par le groupe auparavant. La réalisation de l'album est confiée à Peter Ranallo et c'est Marc-André Cuierrier qui signe encore une fois les arrangements vocaux et musicaux,.
En 2016, le groupe récidive avec un deuxième album de Noël intitulé Meilleurs Vœux. L'album enregistré aussi devant public regroupe des grands succès du temps des fêtes. Tocadéo fait à nouveau appel à la même équipe de collaborateur que pour son album Live, soit Peter Ranallo à la réalisation et Marc-André Cuierrier aux arrangements vocaux et musicaux. Pour accompagner cet album, le groupe crée un tout nouveau spectacle de Noël qu'il présentera en tournée en novembre et décembre 2016, 2017 et 2018,.
2018 est l'année qui souligne le 10e anniversaire du groupe. Plusieurs évènements sont organisés célébrer cette occasion. Un grand spectacle 10e anniversaire est présenté le 6 octobre au Théâtre Maisonneuve de la Place des Arts de Montréal. Le groupe en profite pour lancer son septième album Rêve encore sur lequel on retrouve 8 chansons originales, signées entre autres par Marc Dupré, Jérôme Couture, Vincenzo Thomas et Patrick Olafson, ainsi que 2 reprises (Je t'aime encore/Céline Dion et The sound of silence/La voix du silence / Simon & Garfunkel). Encore une fois, Peter Ranallo et Robby Bolduc se partagent la réalisation tandis que Marc-André Cuierrier signe les arrangements vocaux et de cordes.
Depuis sa création, le groupe s'est produit à de nombreuses reprises un peu partout à travers le Québec, l'Ontario, le Nouveau-Brunswick et l'Île-du-Prince-Édouard. Il a aussi offert des concerts en France, et en Roumanie. Le groupe a 6 spectacles différents à son actif. Le premier spectacle éponyme a été créé à la formation du groupe en 2008. Le deuxième spectacle Au nom des hommes, créé en 2012 lors de la sortie de l'album du même nom. Tocadéo chante Noël a été créé en 2012 et présenté jusqu'en décembre 2015. Le spectacle Ils chantent elles a été créé quant à lui en 2014 lors de la sortie de l'album du même nom.En mars 2016, le groupe s'est d'ailleurs vu remettre un Billet Argent par l'ADISQ, soulignant la vente de 25 000 billets pour ce spectacle. Au début 2017, le groupe crée le spectacle QUATRE qu'il présentera en tournée jusqu'au printemps 2019. On y retrouve sur scène, en plus des 4 chanteurs, les collaborateurs de longue date du groupe, soit le pianiste et directeur musical Marc-André Cuierrier ainsi que la violoniste Nathalie Bonin,.

## Discographie

### 2010:Tocadéo[3]
1. L'effet papillon
2. Ensemble
3. I miss U so
4. Loin de ma vie
5. Pour l'amour qu'il nous reste
6. The nature of love
7. Qui sait
8. La quête
9. Tellement j'ai d'amour pour toi
10. Ditemi

### 2012:Au nom des hommes[5]
1. Dis-moi comment
2. The rose (La rose)
3. Si tu penses encore à moi
4. Un peu plus haut (Un peu plus loin)
5. Au nom des hommes
6. Je n't'aime plus
7. Tant de choses
8. Ave Maria
9. C'est ici que je veux vivre
10. Le plus beau souvenir
11. When we're dancing
12. Un homme ça pleure aussi

### 2013: Noël[6]
1. Carol of the Bells
2. L'étoile de Noël
3. Noël, c'est l'amour
4. Have Yourself a Merry Little Christmas
5. Adeste Fideles
6. Ma liste de Noël
7. Joy to the World
8. C'est la nuit de Noël
9. Minuit, chrétiens
10. Ave Maria (Schubert)
11. Noël Blanc
12. Joyeux Noël
13. Sainte nuit

### 2014: Ils chantent elles[8]
1. L'hymne à l'amour
2. Dans chacun de mes silences (en duo avec Marie-Élaine Thibert)
3. Je n'ai que mon âme
4. Un ange qui passe (en duo avec Annie Villeneuve)
5. Je t'aime
6. Comment je te dirais (en duo avec Renee Wilkin)
7. Vole
8. On a beau (En duo avec Diane Tell)
9. Je ne suis qu'une chanson
10. Tous les cris les S.O.S. (en duo avec Marie-Denise Pelletier)

### 2015: Live[9]
1. Somewhere
2. I believe in you
3. Petite Marie
4. Les femmes
5. Belle
6. Caruso
7. Yesterday
8. Hallelujah
9. I will always love you
10. Amazing grace
11. Unchained melody
12. My way

### 2016: Meilleurs Vœux[11]
1. Minuit, Chrétiens
2. C'est l'hiver
3. Père Noël arrive ce soir
4. Blue Christmas
5. Petit papa Noël
6. L'enfant au tambour
7. Le sentier de neige
8. Quel est l'enfant
9. God rest ye merry, gentlemen
10. The first Noel
11. Vive le vent
12. Glory, Alleluia

### 2018: Rêve encore[15]
1. Rêve encore
2. Le dernier jour
3. Promets-moi
4. Je t'aime encore
5. You're all I ever wanted
6. Your light to guide me
7. Parle-moi
8. The sound of silence / La voix du silence
9. Stay
10. Ça reste entre nous

## Vidéographie
- 2011 : L'effet papillon
- 2012 : Ave Maria
- 2013 : Si tu penses encore à moi